# Hato Hasbún
Franzi Hato Hasbún Barake (español: ['ha.to]; San Salvador, 1946-ibíd., 30 de agosto de 2017) fue un  político salvadoreño de origen palestino. También fue un destacado sociólogo, especialista en temas políticos, electorales, cooperación internacional y opinión pública. Obtuvo una maestría en sociología, filosofía e investigación periodística.
En 2009, tuvo las riendas de la Secretaría de Asuntos Estratégicos de la Presidencia. Ostentó, en 2012, el cargo de ministro de educación, luego que el vicepresidente de la república, Salvador Sánchez Cerén, renunciara a esa cartera de Estado. El secretario también fungió como asesor de la rectoría en la Universidad Centroamericana José Simeón Cañas (UCA) y director de proyectos.

## Kingmaker Salvadoreño
Optometrista de profesión, Hasbún decide estudiar en la Universidad Centroamericana (UCA) quizá atraído por las entonces llamadas corrientes revolucionarias que impulsaban los jesuitas, aunque lo que planteaban era la conciencia de los hombres para la toma de decisiones, tras "descubrir su misión y llevarla adelante" sobre la base del evangelio.
Entre sus primeros triunfos académicos está la licenciatura en Sociología, de la UCA, y la licenciatura en Filosofía, de la Universidad Autónoma de México.
No hay certeza de los años en que tras ganar sus créditos universitarios decidió convertirse en profesor del Externado San José, sin embargo, algunos lo recuerdan por el escándalo que generó entre los miembros del cuerpo docente y los padres de familia al replicar las teorías marxistas y la Teología de la Liberación heredada por sus profesores.
El enorme impacto de sus enseñanzas en el Externado habría provocado fracturas irreconciliables, al punto que algunos padres de familia pudientes -junto a maestros- decidieron alejarse de la institución y formar las propias. En ese momento se sitúa, por ejemplo, el surgimiento del colegio La Floresta, uno de los más exclusivos centros educativos para niñas.
A su trayectoria académica se agregan luego dos maestrías: en Sociología, de la Universidad Complutense de Madrid, y en Filosofía, de la Universidad Pontificia de Comillas, ambas de España.[2]

## Época de guerra
Hasbún se integró a las filas de las Fuerzas Populares de Liberación (FPL), una de las cinco organizaciones de la entonces guerrilla. Toda su labor fue en los llamados "frentes diplomáticos" que lo hicieron viajar por diversos países de Latinoamérica y Europa, aunque se reconoce que su mayor vínculo fue con personajes de Cuba -el semillero del comunismo-, incluyendo a los hermanos Fidel Castro y Raúl Castro.
Ha trascendido que Manuel Piñeiro, el comandante Barbarroja, fue muy cercano a Hato Hasbún. A Piñeiro se le consideró una de las principales figuras de la Revolución Cubana como responsable de la construcción de los aparatos de Seguridad de la isla y de la expansión de los grupos de izquierda en América Latina.
Barbarroja nació en Matanzas, el 14 de marzo de 1933, y murió en La Habana, el 11 de marzo de 1998. Tras su muerte, ocupó el cargo el también hombre fuerte de los Castro, Ramiro Abreu, quien oficialmente es el Delegado de Cuba para Centroamérica.
Abreu ha visitado en varias ocasiones El Salvador, e independiente al corto tiempo que permanece en suelo salvadoreño siempre reserva un espacio para hablar con Hasbún.
Durante la guerra, Hato habría aprovechado su puesto de Secretario de Relaciones Internacionales de la UCA para hacer trabajo en beneficio de la entonces guerrilla. Lo anterior le habría provocado algunos problemas con la compañía jesuita, los cuales fueron superados ya que ocupó diversos cargos dentro de la institución educativa durante y después del conflicto armado.
Uno de sus más grandes aportes al final de los 80 sería haber traído una primera propuesta de solución al conflicto armado. La iniciativa se diseñó en México, con aporte de sacerdotes jesuitas, y es sobre esta donde descansa la versión última de los Acuerdos de Paz.[2]

## Vida de comunicador
Entre 1992 y 1996, Hato Hasbún fue Decano de Estudiantes, Director de Proyectos y de Relaciones Internacionales, Asesor de Rectoría, así como profesor titular de los departamentos de Filosofía y Sociología de la Universidad Centroamericana.
En ese período se habría fortalecido la amistad con el exestudiante de Letras y novel periodista Carlos Mauricio Funes Cartagena, nacido el 18 de octubre de 1959 en San Salvador.
Funes comenzó su práctica periodística en 1986 como reportero del Noticiero Tele 10, programa del estatal Canal 10. Un año más tarde, se incorporó al noticiero Al Día, de Canal 12, donde destaca su responsabilidad en la cobertura de temas políticos desde la Asamblea Legislativa. Permaneció por cuatro años con el Canal 12.
En 1991, Hasbún colabora en la fundación del Centro de Video de la UCA -hoy conocido como Centro de Audiovisuales- y llama a Funes para que participe del proyecto.
En los años posteriores se acentúa el trabajo conjunto entre Hato Hasbún y Mauricio Funes, lo cual también evidencia cómo ambos han escalado poco a poco y se han ocupado de diversas tareas para sobrevivir.
De 1993 a 2005, Hato Hasbún se incorpora a la Entrevista Al Día, de Canal 12, y cuando Funes relanza su espacio como "La Entrevista con Mauricio Funes", entre 2005 y 2007, su mentor se convierte en Director General y Director de Investigaciones.
No hay duda que las temáticas seleccionadas para el espacio televisivo o la forma de abordaje de estas marcaron un elemento diferenciador al joven periodista, hasta perfilarlo como uno de los mejores. Es quizá en este lapso de tiempo donde se nota el trabajo fino de Hasbún sobre su discípulo, además de la tenacidad del periodista.
Entre esos mismos años, 2005 y 2007 Hasbún es el Director de Programa de Encuestas de CS-SONDEA. Una empresa donde también trabaja Funes Cartagena y cuyas mediciones habrían servido para alimentar el trabajo periodístico del entrevistador. [2]

## Ruedo político
En 1997 se recuerda una de las apariciones públicas de Hato Hasbún, la cual coincide con el gane del fallecido Héctor Silva en la alcaldía capitalina. Al parecer, Hasbún habría colaborado con la campaña electoral de quien siempre será recordado como el "primer alcalde de izquierda" en la historia de El Salvador.
Se ignora desde cuándo Hasbún trabajó con Silva y el nivel de incidencia que tuvo en su trabajo municipal, pero quizá colaboró al punto que Silva desarrolló grandes proyectos urbanos que le agenciaron un nuevo periodo edilicio en el año 2000.
Para 2007, Hasbún ya figuraba de cerca con la posible candidatura presidencial de Mauricio Funes, quien fue confirmado antes que terminara ese año.
El 2009 serían las presidenciales y el FMLN -luego de fracasos previos- estaba decidido a arrebatar el Ejecutivo a ARENA quien ya había gobernado durante 20 años el país.
Tras las votaciones de marzo, se confirma el caudal de votos a favor de Funes y su llegada a la Presidencia. Su mentor, Hato Hasbún, ganó un puesto muy cercano y se convirtió en Secretario de Asuntos Estratégicos, un puesto que fue creado para él.
"Como Secretario para Asuntos Estratégicos dirige los esfuerzos de modernización del Estado, la iniciativa del voto desde el exterior, mecanismos de rendición de cuentas, lucha contra la corrupción y desarrollo territorial. Asimismo, ayudó a dirimir conflictos específicos en diversas áreas de esta administración", señaló Funes hace un par de días al designar a su antiguo profesor como Ministro de Educación ad-honorem, en sustitución de Salvador Sánchez Cerén quien decidió dejar el cargo para convertirse en la carta presidencial del FMLN del 2014.
Hasbún ha tratado asuntos espinosos como los subsidios, la modernización del sector transporte y la revisión de pensiones, entre otros. Juega un papel determinante en la administración de Funes y, en ocasiones, ha actuado como vocero del Presidente al momento de tomar decisiones clave.
No hay duda que por todo esto y más, Franzi Hato Hasbún merece ser llamado el más respetable de los "kingmaker" salvadoreños. El término se aplicó por primera vez a Richard Neville, conde de Warwick  -"Warwick el Kingmaker"- quien tuvo una decisiva participación durante la "Guerra de las Rosas" en Inglaterra, ocurrida entre 1445 y 1485.
Ha tenido una participación decisiva en la formación del actual Presidente, en su participación dentro del antiguo Centro de Video de la UCA, en la definición de temas de la antiguas entrevistas del novel periodista Funes, en la campaña electoral de Silva y en la campaña electoral de Funes y, más recientemente, como Secretario de Asuntos Estratégicos en el abordaje de temas sociales para El Salvador.